# Herencsény
Herencsény (szlovákul: Hrenčany vagy Herenčany) község Nógrád vármegyében, a Balassagyarmati járásban.

## Fekvése
A Cserhát vidékén belül a Terényi-dombságban fekszik, a Fekete-víz völgyében. A Novohrad-Nógrád UNESCO Globális Geopark települése. 
A közvetlenül határos települések: észak felől Varsány, északkelet felől Nógrádsipek, kelet felől Cserhátszentiván, délkelet felől Kutasó, Bokor és Buják, délnyugat felől Terény, nyugat felől pedig Cserhátsurány.

### Megközelítése
Csak közúton érhető el, keleti és nyugati szomszédai felől egyaránt a 2123-as úton. Az ország távolabbi részei felől az Aszód és Balassagyarmat közt húzódó 2108-as útról közelíthető meg, mohorai vagy magyarnándori letéréssel.

## Története
Herencsény az őskor óta lakott hely. Írott források 1322-ben említették először, majd egy 1423-as dokumentumban tanúsága szerint az esztergomi érsek a korábbi román stílusú templomot – valószínűleg a rotundát – kibővítette. Később a falunak több birtokosa volt. A török dúlás után ezek a birtokosok kisebb önálló településeket hoztak létre. Ilyen volt Vajdafalu, a Róth család telepítése, a Váras nevű településrész, amelyet a Ráday család szervezett, s amely később a „Kukoricaváras” nevet kapta a falu lakóitól, s ilyen a Gándor nevű falurész, melyet a Wattay család telepített be. A legrégebbi két településrész a Tiszttartósor és a Szemetszög. A település része Harasztipuszta, amit az arra élők Harasztinak neveznek. Ezen a településrészen található a harasztipusztai templom, amit Török templomnak neveznek (a térképeken pedig Magtártemplom néven tűnik fel).
A falu lakói a búzatermesztés mellett már az 1500-as években is foglalkoztak szőlőtermesztéssel, a környék tölgyeseiben pedig a falu kondáját makkoltatták. Az 1848-as jobbágyfelszabadítás után a földek fölaprózódtak, a falu lakosságának egy része cselédnek szegődött, napszámba járt, később pedig a környékbeli szénbányában talált munkát és megélhetést. A 20. század közepén, a második világháború után termelőszövetkezet alakult. A rendszerváltás után a kárpótlás nyomán elaprózott földeken kft.-k gazdálkodnak. A modern kori kenyérkereset egyik forrása a turizmus. A megalakult Palóc Út Szövetség ebben is segíti a település lakóit. Ismét előkerültek a népviseletek és az asszonyok egymás falvaiba járnak palóc díszben a búcsúba. A község határában fölállított Palócok Vigyázó Keresztje rövid időre kis központtá tette a községet a palócok körében (2020-ban már magánterületen áll, nem látogatható).
A 21. században föllendült falusi turizmust a községben található népi építészeti emlékek is segítik. A község legnagyobb nevezetessége, kiemelkedő építészeti jelentőségű műemléke a rotundából bővített katolikus templom. A mai templomnak a szentélye az egykori, román kori körtemplom, amelyet a 14. században építtetett ki a falu akkori földesura, az esztergomi érsek. A templom tornya későbbi építésű, a 18. században készült el.

## Közélete

### Polgármesterei
- 1990–1994: Magyar Sándor (független)[3]
- 1994–1998: Magyar Sándor (független)[4]
- 1998–2002: Szandai József (Fidesz-FKgP-MDF-MDNP)[5]
- 2002–2003: Szandai József (Fidesz)[6]
- 2003–2006: Jusztin Józsefné (független)[7]
- 2006–2010: Jusztin Józsefné (független)[8]
- 2010–2014: Jusztin Józsefné (független)[9]
- 2014–2018: Jusztin Józsefné (független)[10]
- 2018–2018: Fazekas János (független))[11][12]
- 2019–2019: Fazekas János (független)[13]
- 2019–2024: Bucsánszki Csaba (független)[14]
- 2024– : Bucsánszki Csaba (Fidesz-KDNP)[1]

A településen 2003. július 13-án időközi polgármester-választást tartottak, az előző polgármester lemondása miatt.
2018. május 6-án újra időközi polgármester-választást kellett tartani Herencsényben, mert a hivatalban lévő polgármester, Jusztin Józsefné 2018. január 23-án elhunyt. A választás lényegében tét nélküli volt, mert csak egyetlen jelölt indult; az így felállt képviselő-testület viszont nem volt hosszú életű: már szeptember 21-én feloszlatta magát. Emiatt 2019. január 6-án ismét időközi választást kellett tartani, amin egyetlen szavazatnyi különbséggel, 163:162 arányban, de a hivatalban lévő polgármester meg tudta erősíteni a pozícióját egyedüli kihívójával szemben.

## Népesség
A település népességének változása:
| Lakosok száma | 593  | 605  | 586  | 524  | 553  | 550  | 542  |
|               | 2013 | 2014 | 2015 | 2021 | 2022 | 2023 | 2024 |

2001-ben a település lakosságának 97%-a magyar, 3%-a cigány nemzetiségűnek vallotta magát.
A 2011-es népszámlálás során a lakosok 92,6%-a magyarnak, 8,6% cigánynak, 0,2% németnek, 0,2% örménynek, 0,2% ruszinnak, 0,3% szlováknak mondta magát (7,4% nem nyilatkozott; a kettős identitások miatt a végösszeg nagyobb lehet 100%-nál). A vallási megoszlás a következő volt: római katolikus 78,9%, református 0,2%, evangélikus 1,3%, felekezeten kívüli 7,6% (10,5% nem nyilatkozott).
2022-ben a lakosság 91,7%-a vallotta magát magyarnak, 5,4% cigánynak, 0,9% németnek, 0,2-0,2% ukránnak, szlovénnek és bolgárnak, 2,5% egyéb, nem hazai nemzetiségűnek (8,3% nem nyilatkozott; a kettős identitások miatt a végösszeg nagyobb lehet 100%-nál). Vallásuk szerint 61,1% volt római katolikus, 2% evangélikus, 0,7% református, 0,5% görög katolikus, 1,4% egyéb keresztény, 0,2% egyéb katolikus, 5,4% felekezeten kívüli (28,4% nem válaszolt).

## Híres emberek

### Herencsényben születtek
- Lisznyai Damó Kálmán költő (1823–1863), Petőfi Sándor barátja, a híres Palócz dalok szerzője.[22]
- Pekár István (1955–), magyar újságíró, producer, forgatókönyvíró, a Duna Televízió 2000-2004 közötti elnöke.

### Herencsényhez kötődnek
- A német megszállók elől bujdosó Bethlen István, Magyarország egykori miniszterelnöke 1944-ben néhány hónapig a herencsényi Bolza család kúriájában talált menedéket. Ezt dombormű hirdeti a községháza falán és egy emléktábla a kúria kapuján.
- Bartus Józsefné: Nívódíjas mesemondó, népművészet mestere, Magyar Kultúra Lovagrend tagja[23]

## Nevezetességei

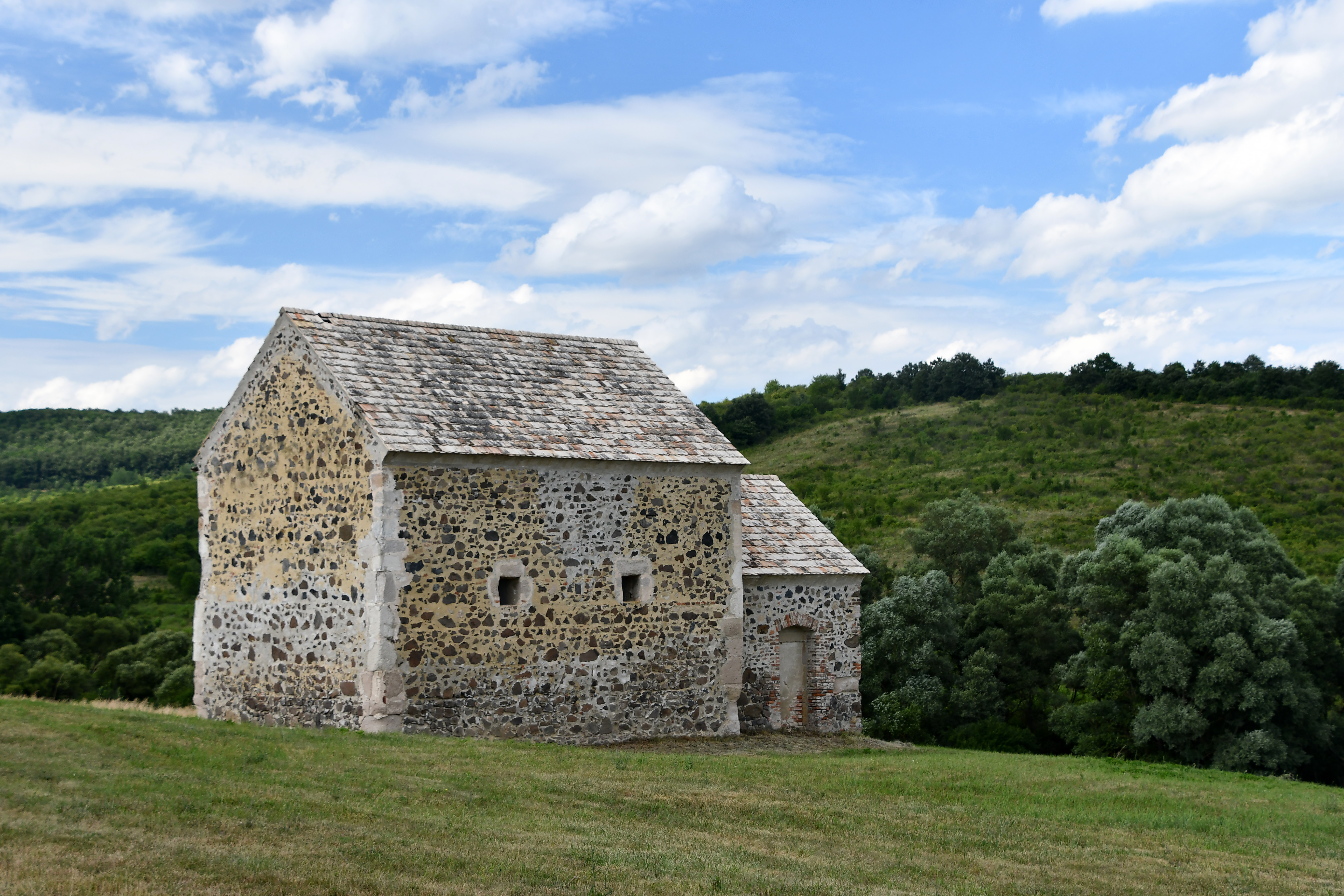
A harasztipusztai templom

- Arethusa-forrás.[24] A falu ezt a területet "Források" néven ismeri. 1943-ban nyilvánították védetté. A rét és erdő találkozásánál fakadó forrásnak az itt táborozó cserkészek adták a szép mitológiai nevet.[25] A Forrásoktól ered a Feketevíz patak. Ezen a tájon találkoznak a középső Cserhát legerdősebb tömbjei (Sasbérc, Nagy-hegy) a Fekete-víz ligetes, dombos lapályával. A terület a vármegye egyik legrégebben (1943) védetté nyilvánított természeti értéke.[26]
- Nepomuki Szent János szobor (18. század, barokk)
- Római katolikus templom az 1300-as évekből. – Román stílusú szentélye valószínűleg a XIII. században épült, eredetileg rotunda (körtemplom) volt, amit később a nyugati irányban kibővítettek. A templomot először a XIV. század során, majd 1852-ben bővítették, ekkor épült a tornya is. A templom közelmúltban építészeti fölújítása során új tetőzetet is kapott, mellyel kiemelték az egykori rotunda alakját is. A rotunda tetejére vörösréz sisakborítás került.
- Harasztipusztai templom (gótikus stílusú) – A XIV. században épült kisméretű, egyhajós, torony nélküli templomot 1854-től az 1990-es évekig magtárnak használták. A '90-es évek végén felújították az épületet.
- Herencsényi Fonó – A palóc hagyományok bemutatása, felelevenítése
- Vendégváró Kemence – Herencsény közepén a szabadtéri színpad és a sportpálya mellett kialakított park dísze a Vendégváró Kemence.
- Palócok Vigyázó Keresztje – A 2005 nyarán felszentelt kereszt a falu feletti Gyürki-hegyen áll egy barlangkápolnával a tövében.[27]

## Gazdasága
A településen működik a Magyar Ökotársulás Közösség, amely a Közösség által támogatott mezőgazdaság.

## Rendezvények
- Szent Mihály napi búcsú – A falu templomának búcsúja. Minden évben a Mihály naphoz (szeptember 29.) legközelebb eső vasárnapon ünneplik
- Herencsényi Falunap – Évente nyár derekán rendezik meg a Herencsényi Falunapot. Ilyenkor a szabadtéri színpadhoz várja vendégeit a falu, ahol népzenei és könnyűzenei előadók, hagyományőrző csoportok lépnek fel.
- Palócok Vigyázó Keresztje búcsú – Hagyományteremtő szándékkal a környék palócsága 2005 nyarán a frissen felállított kereszthez zarándokolt, azóta minden évben a Falunappal együtt kerül megrendezésre a búcsú is július első hétvégéjén.
- Herencsényi Szüret

## Könyvek Herencsényről
- Zólyomi József: Herencsény története – Nagy Iván Könyvek 2. (Balassagyarmat, 1998)